# Сухожилие
Сухожи́лие — образование из соединительной ткани, концевая структура поперечно-полосатых мышц, с помощью которой они прикрепляются к костям скелета.
Сухожилие состоит из компактных параллельных пучков коллагеновых волокон, между которыми расположены ряды фиброцитов (тендоцитов). Чаще в формировании сухожилий участвует коллаген типа I, также встречаются волокна коллагена типов III и V. Пучки коллагена удерживаются вместе протеогликанами. Параллельно ходу коллагеновых волокон расположены кровеносные сосуды, имеющие поперечные анастомозы. Благодаря своей структуре сухожилия имеют высокую прочность и низкую растяжимость.
Форма сухожилий различна — от цилиндрической (чаще у длинных мышц) до плоской, пластинчатой (апоневрозы широких мышц).